# مقبره چهارگوش گیلان
مقبره چهارگوش گیلان (ترکی آذربایجانی: Dördbucaqlı Kiran türbəsi) یک اثر باستانی است که در روستای گیلان منطقه اردوباد جمهوری خودمختار نخجوان است. این مقبره در دامنه تپه‌ای که چهارمین محله شهر گیلان در آن قرار داشت، واقع شده است. این مقبره در شمال‌غربی مقبره هشت‌گوش گیلان قرار دارد و به شکل مکعبی است که بر سکویی ساخته شده از سنگ‌های محلی نیمه‌تراشیده بنا شده است.

## ویژگی‌های معماری

### بخش فوقانی
دیوارهای مقبره چهارگوش گیلان در نمای خارجی از سنگ‌های محلی و در داخل از آجرهای پخته مربعی‌شکل (۲۰x20x۵ سانتی‌متر) ساخته شده‌اند. ورودی این مقبره به شکل طاق نوک‌تیز در دیوار شرقی و در یک پورتال قرار دارد. درگاه ورودی با ستون‌های ¾ که از آجرهای چیده‌شده به صورت شطرنجی ساخته شده‌اند، احاطه شده است.
بر روی درگاه، دو لوح تزئینی به شکل برجسته قرار دارد که در عمق دیوار فرورفته‌اند و با یک طاق نوک‌تیز ساده و تزئین‌شده با قندیل به پایان می‌رسند. این لوح‌ها دارای نقوش هندسی یکسانی هستند که با بازتاب آینه‌ای برخی اشکال ساخته شده‌اند. به‌ویژه پنج‌ضلعی‌ها و لوزی‌هایی که به صورت متقارن قرار گرفته‌اند، قابل توجه هستند. این نوع تزئینات در مقبره گنبد آبی مراغه (۱۱۹۶–۱۱۹۷)، کاخ حاکم در ترمذ (قرن دوازدهم) و مقبره بایان قلی خان در بخارا (قرن چهاردهم) نیز مشاهده می‌شود.
ب. ابراهیموف اشاره می‌کند که بر اساس بخش‌های باقی‌مانده، احتمالاً یک درگاه کوچکتر در داخل درگاه بزرگ‌تر قرار داشته است. در قسمت قرنیز، دو نوع کتیبه کوفی برجسته وجود داشته که یکی از آجرهای تزئینی و دیگری از گچ قالب‌ریزی‌شده ساخته شده بود.
فضای داخلی مقبره شامل دو اتاق است که یکی روی دیگری قرار گرفته و با یک سوراخ مربعی‌شکل به هم مرتبط شده‌اند. بخش فوقانی نقش زیارتگاه و بخش نیمه‌زیرزمینی به عنوان سردابه استفاده می‌شده است. برخلاف دیگر مقبره‌های هم‌عصر، فضای بالایی این مقبره با هدف زیارتگاه طراحی شده و تزئینات داخلی غنی‌تری دارد.
در سمت غربی فضای داخلی، تزئینات قندیلی دیده می‌شود. در کاوش‌های باستان‌شناسی سال ۱۹۸۰، قطعات گچی شش‌ضلعی حاوی نوشته‌هایی کشف شد که در تزئینات داخلی استفاده شده بودند.

## سردابه
ورودی سردابه در فاصله ۲ متری از بنای مقبره قرار گرفته است و طراحی آن از نظر معماری بسیار جالب است. در جلوی ورودی، یک راهرو قرار دارد که در دو طرف به عرض ۱۰ سانتی‌متر گسترش یافته است. این راهرو با تخته‌سنگ‌های بزرگ ساخته شده و سقفی نازک (۱۰–۱۵ سانتی‌متر) دارد که در برخی قسمت‌ها به شکل طاق آجری است.
ورودی سردابه در پشت پوشش سنگی اتاقی که در جلوی درگاه قرار دارد، پنهان شده است. اما جهت چیدمان سنگ‌های کف به‌گونه‌ای است که ورودی قابل تشخیص است. این نوع طراحی ورودی سردابه در مقبره‌های مناطق قره‌باغ، مراغه، ارومیه و همچنین خرابه‌گیلان مشاهده می‌شود.
سردابه که ارتفاع چندانی (۱٫۸۶ متر) ندارد، در مرکز خود دارای یک ستون بزرگ است که از تخته‌سنگ‌های نازک (۱۰–۱۵ سانتی‌متر) ساخته شده و با طاق‌های آجری به سقف و دیوارهای سردابه متصل شده است. سقف صاف سردابه شباهت بسیاری به سقف سردابه مقبره یوسف بن قُصَیر در نخجوان دارد. در دیوار غربی سردابه، یک طاقچه مستطیل‌شکل برای قرار دادن شمع طراحی شده است.
کف سردابه با تخته‌سنگ‌های بزرگ و خوش‌تراش پوشیده شده و هیچ عنصر تزئینی دیگری در طراحی داخلی آن دیده نمی‌شود. سازه طاق‌دار ستون سردابه مشابه مقبره قرمز مراغه (۱۱۴۸) و مقبره مومنه خاتون نخجوان (۱۱۸۶–۱۱۸۷) است. سقف سردابه این مقبره به‌عنوان مرحله‌ای جدید از تکامل این نوع سازه‌ها در نظر گرفته می‌شود که به‌تفصیل توسط ل.س. برتانیسکی مورد بررسی قرار گرفته است.